# Euphrasia vigursii
Euphrasia vigursii är en snyltrotsväxtart som beskrevs av Davey. Euphrasia vigursii ingår i släktet ögontröster, och familjen snyltrotsväxter. Inga underarter finns listade i Catalogue of Life.